# P.C. Jersild

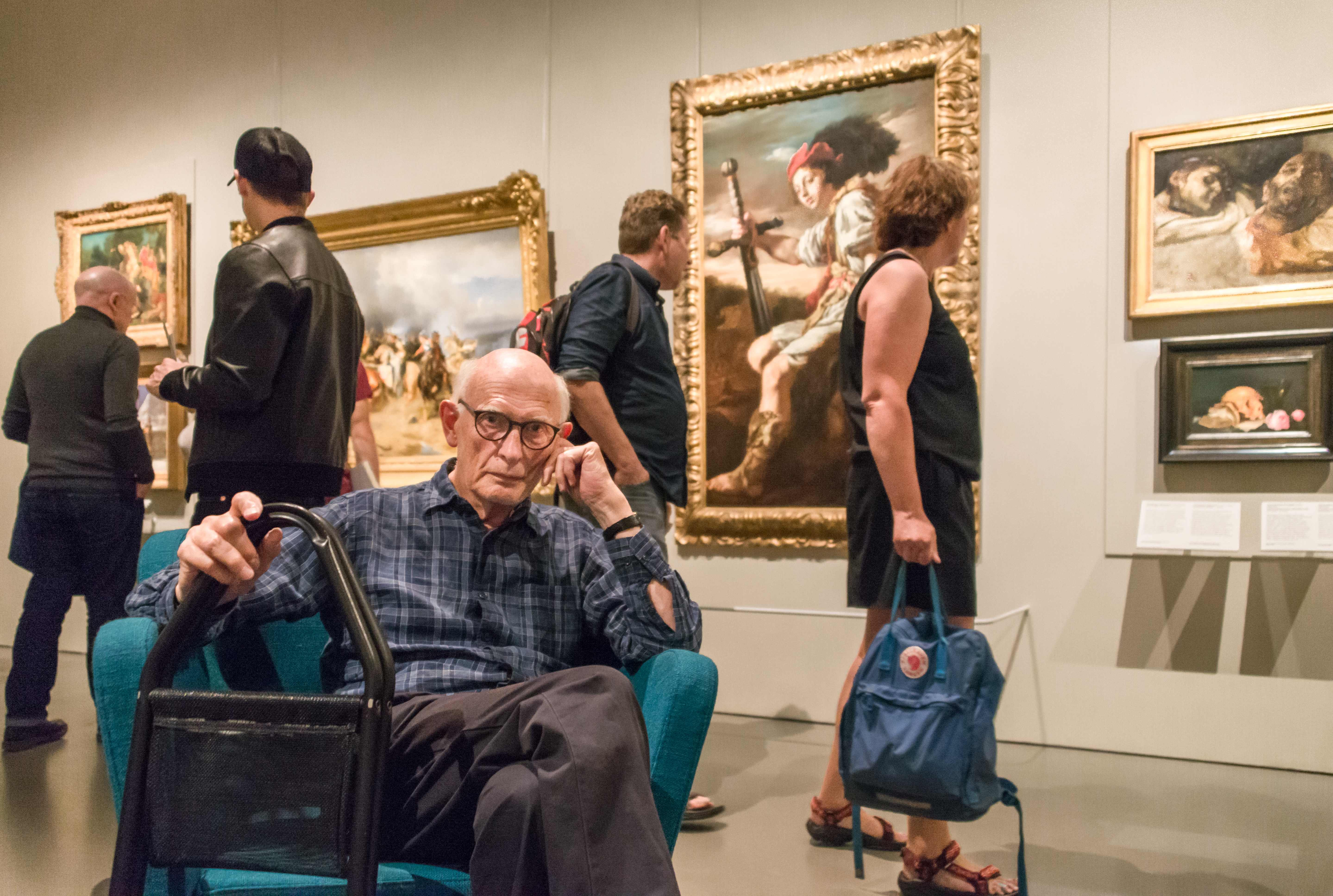
P.C. Jersild på utställningen 100 fantastiska målningar på Konstakademien i Stockholm 2015.

Per Christian Jersild, född 14 mars 1935 i Katrineholm i Södermanlands län, är en svensk författare och läkare tidigare verksam inom psykiatri och socialmedicin. Han bodde som barn först i Vingåker, där fadern var baptistpastor, och växte sedan upp i Bromma i Stockholm. Jersilds författarskap omfattar närmare 40 böcker. Han är hedersdoktor vid såväl Uppsala universitets medicinska fakultet som vid Kungliga Tekniska högskolan och ledamot av Kungliga Vetenskapsakademien.

## Författarskap
P.C. Jersild var en av författarna till ett litterärt manifest som trycktes i Dagens Nyheter 1960. Under rubriken Front mot formens tyranni tog Jersild tillsammans med Sonja Åkesson, Kai Henmark och Bo Holmberg till orda mot vad man identifierade som ett ökat intresse för litteraturens yttre form, på bekostnad av engagemang och spontanitet. Jersilds debutbok Räknelära, en novellsamling, utkom hösten 1960. Den följdes 1961 av Till Varmare länder, en roman vars huvudperson, Barbro, lever ett stilla familjeliv i Blackeberg. Hon är gift med banktjänstemannen Peter. Paret har en dotter. Till sin man och till platsen där hon bor växer sig Barbros känsla av alienation allt starkare. Inget händer, tills hon får brev från ungdomsvännen Bo-Erik. Han beskriver en plats som antydningsvis skulle kunna vara helvetet, men som också kunde vara en bild av mentalvården. Romanen blev underlaget för Lars Johan Werles opera Resan. I romanen Ledig lördag (1963) hamnar ett par på väg hem från en fest i ett tunnelbanetåg som i flera dygn kör runt i Stockholms underjord. Calvinols resa genom världen från 1965 utspelar sig i olika tablåer där Calvinol antar olika historiska skepnader. Calvinol deltar bland annat vid slaget vid Lützen som Gustav II Adolfs dubbelgångare; han är vidare bland annat bensinstationsföreståndare i USA och anförare för 1200-talets barnkorståg.
Jersild skrev 1966 Sammanträde pågår, en pjäs för tv. 1968 utkom romanen Grisjakten som till det yttre beskriver de byråkratiska ansträngningarna för att utrota Gotlands samtliga grisar. Ärendet skildras av Lennart Siljeberg genom hans dagböcker. Det har ofta påpekats att handlingen är parallell till koncentrationslägerkommendanten Rudolf Höss dagboksskildring av nazisternas massmord av judar i Auschwitz. Boken filmatiserades 1970 av Jonas Cornell.
Jersild återupptog arbetet som samtidssatiriker i romanen Vi ses i Song My (1970) där huvudpersonen, Rolf Nylander, psykolog i Försvarsstaben, sätter samman en insatsstyrka kallad PAFS, Personaladministrativa försökssektionen, vilken lyckas avvärja att en pluton värnpliktiga i Boden gör uppror sedan de fått i uppdrag att miljösanera ett skogsparti som besprutats med avlövningsmedel. Nylander uppfattar sitt uppdrag, utan att han själv är någon utpräglad demokrat, som att anpassa försvaret till det omgivande demokratiska samhället. Han misslyckas med denna föresats och hans detalj inordnas i Försvarsstabens organisation. 1970 utkom även romanen Drömpojken, som var längre till omfånget än Jersilds tidigare romaner. Även tematiskt finns stora skillnader. I Drömpojken driver en ström av osannolika incidenter handlingen framåt sedan en uppfinnare från Kalifornien tvingas fly till London, efter att ha fått ena örat avskuret och mördat en polis. Färden går vidare till Polen via Genève och åter till Kalifornien. Även om berättelserna i Grisjakten, Vi ses i Song My och Drömpojken sinsemellan skiljer sig, har Jersild beskrivit dem som en trilogi med manipulation som det övergripande temat.
I romanen Djurdoktorn från 1973 är temat etikfrågor i förhållandet mellan människor och djur. Handlingen i utspelar sig i Sverige 1989, en tid då samhället präglas av ett välfärdssystem i sönderfall och intensiv personövervakning. Jersild återanvände här huvudpersonen från en av novellerna i debutboken Räknelära, Evy Beck, som vid det här laget administrerar djurförsök vid ett framstående forskningsinstitut.
Romanen Barnens ö (1976) handlar om elvaårige Reine som smiter undan en vistelse barnkoloni för att i stället stanna i Stockholm. Det är huvudpersonens sista sommar som barn, något som spelar roll då Reine betraktar vuxenblivandet med skräck. På sin väg genom 1970-talets sommarstockholm möter Reine olika representanter för en ofta svekfull vuxenvärld. En filmatisering av Barnens ö i regi av Kay Pollak hade premiär 1980.
I romanen Babels hus från 1978 ligger blickpunkten på den 76-årige Primus Svensson. Huvudpersonen förs efter en hjärtinfarkt till sjukhus. Där får han utmärkt vård, men det moderna storsjukhusets opersonliga hantering av patienterna fördröjer tillfrisknandet, ett symtom på ett i sig sjukt välfärdssamhälle. En av debutbokens noveller, Kliniken, tog upp samma ämne: modern, opersonlig, effektiv sjukvård.
I sitt författarskap har Jersild ofta använt grepp som satir, fantastik och inslag av science fiction. I den dystopiska romanen Efter floden från 1982 skildrade Jersild några människors kamp för tillvaron efter ett fullskaligt kärnvapenkrig.
En levande själ (1980) är en science fiction-artad berättelse som utspelas i laboratoriemiljö. Där, i ett akvarium, skildrar en från kroppen bortopererad hjärna sin existens.
Jersild har sedan 1987 skrivit krönikor för Dagens Nyheter. Han är kusin till Margareta Jersild. 2009 valdes han in i styrelsen för förbundet Humanisterna.

## Priser och utmärkelser
- 1962 – Albert Bonniers stipendiefond för yngre och nyare författare
- 1965 – BMF-plaketten för Calvinols resa
- 1965 – Litteraturfrämjandets stipendiat
- 1968 – Tidningen Vi:s litteraturpris
- 1973 – Svenska Dagbladets litteraturpris
- 1973 – Zornpriset
- 1974 – Aniarapriset
- 1981 – Litteraturfrämjandets stora romanpris
- 1982 – BMF-plaketten för Efter floden
- 1982 – Doblougska priset
- 1990 – Kellgrenpriset
- 1996 – Litteris et Artibus
- 1997 – Årets folkbildare för sitt författarskap om människans natur
- 1998 – De Nios Stora Pris
- 1999 – Hedersdoktor vid Kungliga Tekniska högskolan
- 2002 – Gun och Olof Engqvists stipendium
- 2003 – Stiftelsen Selma Lagerlöfs litteraturpris
- 2007 – Övralidspriset
- 2007 – Ingemar Hedenius-priset av Förbundet Humanisterna
- 2010 – Karolinska Institutets Etikpris
- 2012 – Gerard Bonniers pris
- 2018 – Kungliga priset[13]